# José Joaquín Gamboa
José Joaquín Gamboa (Ciudad de México, 20 de enero de 1878-ibídem, 29 de enero de 1931) fue un dramaturgo, escritor, periodista, diplomático y académico mexicano.

## Semblanza biográfica
Fue sobrino del político y dramaturgo Federico Gamboa, su padre fue el abogado José María Gamboa. Realizó sus estudios en la Escuela Nacional Preparatoria e ingresó a la Escuela Nacional de Jurisprudencia, sin embargo, abandonó sus estudios para dedicarse al periodismo y más tarde al teatro.
En 1908, se desempeñó como diplomático del gobierno mexicano, ejerció diversas comisiones en Europa. Durante sus viajes, asistió a ver representaciones de obras dramáticas modernas. Una vez concluida la Revolución mexicana, regresó a México en 1925. Además de dedicarse a escribir sus propias obras, fue crítico teatral, colaboró para el periódico El Universal.
Su obra es considerada como costumbrista y naturalista. Junto con Francisco Monterde, Ricardo Parada León, Víctor Manuel Diez Barroso, Carlos Noriega Hope, Carlos Lozano García y Lázaro Lozano García formó parte del grupo conocido de los Siete Autores Dramáticos o los Pirandellos. Fue elegido miembro correspondiente de la Academia Mexicana de la Lengua. Realizó traducciones de comedias de autores franceses. Se casó con Estela Chavero, a quien dedicó su última producción teatral, murió tres semanas después del estreno el 29 de enero de 1931 en la Ciudad de México.

## Obras
- La carne, cambió el nombre por Teresa, 1903.
- La muerte, 1904.
- El hogar, 1905.
- Un día vendrá, cambió el nombre por El día del juicio, comedia, 1908.
- El diablo tiene frío, 1923.
- Vía Crucis, 1925.
- El mismo caso, 1929.
- El caballero, la muerte y el diablo, drama inspirado en el grabado homónimo de Alberto Durero, 1931.